# Áyios Ioánnis Riganás
Áyios Ioánnis Riganás (Agios Ioannis Riganas) är en ort i Grekland.   Den ligger i prefekturen Nomós Aitolías kai Akarnanías och regionen Västra Grekland, i den centrala delen av landet, 210 km väster om huvudstaden Aten. Áyios Ioánnis Riganás ligger 76 meter över havet och antalet invånare är 327.
Terrängen runt Áyios Ioánnis Riganás är kuperad österut, men västerut är den platt. Runt Áyios Ioánnis Riganás är det ganska tätbefolkat, med 86 invånare per kvadratkilometer. Närmaste större samhälle är Agrínio, 3,6 km nordväst om Áyios Ioánnis Riganás. Trakten runt Áyios Ioánnis Riganás består till största delen av jordbruksmark.